# Luminita Zaituc
Luminita Zaituc (eigentlich: Luminița Zaițuc, auch Zaituc-Zelaskowski; * 9. Oktober 1968 in Bukarest) ist eine ehemalige deutsche Langstreckenläuferin rumänischer Herkunft, die ihre größten Erfolge auf der Marathonstrecke hat.

## Karriere
1990 zog Luminita Zaituc nach Deutschland. Bei den Leichtathletik-Weltmeisterschaften 1993 kam sie im 3000-Meter-Lauf auf den 14. Platz. Im August 1996 erhielt sie die deutsche Staatsangehörigkeit.
Luminita Zaituc startete ab 1995 bis zu ihrem Karriereende 2009 für die Leichtathletikgemeinschaft LG Braunschweig (MTV Braunschweig). Sie wurde mehrmals Deutsche Meisterin, unter anderem einmal im 10.000-Meter-Lauf, dreimal im Crosslauf, fünfmal im 10-Kilometer-Straßenlauf und viermal im Halbmarathon.
2001 wurde Zaituc Zweite des Hamburg-Marathons, gewann die Route du Vin und lief ihre Bestzeit von 2:26:01 h beim Gewinn des Frankfurt-Marathons, wo sie auch 2003 siegte. Beim Marathon der Leichtathletik-Europameisterschaften 2002 in München gewann sie die Silbermedaille hinter Maria Guida (ITA) und vor Sonja Oberem (GER).
Bei den Olympischen Spielen 2004 in Athen belegte Luminita Zaituc Platz 18. Danach stellte sie als Zweite bei der Route du Vin ihre Halbmarathon-Bestzeit von 1:09:35 h auf und wurde Sechste beim New-York-City-Marathon.
2005 wurde sie Zweite beim Berlin-Marathon und 2006 Erste beim Köln-Marathon.
Von 2005 bis 2007 siegte Zaituc beim Düsseldorf-Marathon, 2008 und 2009 auf der Halbmarathonstrecke des Bonn-Marathons.
Bei den Leichtathletik-Weltmeisterschaften 2009 in Berlin nahm Luminita Zaituc am Marathonlauf teil. Sie musste das Rennen jedoch nach etwa der Hälfte der Strecke wegen Seitenstechens aufgeben. Die Ursache dafür war, laut ihrer Aussage, dass sie an einer Verpflegungsstation ein falsches Getränk gereicht bekommen hatte, das für ihre Mannschaftskollegin Ulrike Maisch vorgesehen war. Im selben Jahr beendete sie ihre leistungssportliche Karriere. Zum Abschluss belegte sie beim Frankfurt-Marathon den zehnten Platz.
Zaituc ist 1,65 m groß, wog zu Wettkampfzeiten 47 kg und gehörte der Sportfördergruppe der Bundeswehr an. Sie wurde von ihrem Lebensgefährten Dumitru Dobre trainiert.

## Bestleistungen
- 1500 m: 4:06,33 min, 1. Juni 1998, Hengelo
- 3000 m: 8:53,72 min, 19. August 1999, Menden (Huckenohlstadion)
- 5000 m: 15:33,47 min, 18. Mai 1997, Koblenz
- 10.000 m: 32:25,90 min, 19. Mai 2001, Kandel
- 10-km-Straßenlauf: 31:45 min, 11. September 2005, Otterndorf
- Halbmarathon: 1:09:35	h, 26. September 2004, Remich
- Marathon: 2:26:01 h, 28. Oktober 2001, Frankfurt